# ТЕС Хердекке H6
51°24′10.8″ пн. ш. 7°24′51.8″ сх. д. / 51.403000° пн. ш. 7.414389° сх. д.
ТЕС Хердекке H6 (Herdecke H6) — теплова електростанція в Німеччини у федеральній землі Північний Рейн-Вестфалія.
Споруджена поблизу Дортмунда на площадці колишньої ТЕС Хердекке, що працювала з початку 20 століття. У 2004 році вивели з експлуатації її останній енергоблок Н2, споруджений в 1962 році з розрахунку на спалювання вугілля та переведений у 1970-му на природний газ. При цьому для забезпечення колишніх споживачів встановили кілька водогрійних котлів та два дизель-генератори незначною потужністю 3,9 МВт, тоді як основні конструкції старої ТЕС демонтували та звільнили місце під новітній парогазовий блок комбінованого циклу.
Енергоблок Н6 із потужністю 417 МВт ввели в експлуатацію у 2007 році. Він обладнаний турбінами Siemens: газовою SGT5-4000F потужністю 270 МВт та паровою SST-5000 потужністю 147 МВт. У складі блоку працюють два генератори. Паливна ефективність нової електростанції становить 57,5 %, що значно вище, ніж у конденсаційних, проте вже поступається спорудженим протягом наступних кількох років енергоблокам, наприклад, на ТЕС Іршинг або Лаусвард.
Для охолодження використовується вода із водосховища Харкортзе, спорудженого на річці Рур.
Вже на початку 2010-х нова станція, як і інші генеруючі потужності Німеччини на природному газі, почала відчувати сильну конкуренцію вугільної генерації в умовах стимульованого державою зростання відновлюваної енергетики. Після того, як на початку 2016 року оператор енергосистеми виніс рішення про відсутність необхідності у ТЕС Хердекке H6 для забезпечення стабільності мережі, власники вирішили законсервувати об'єкт через нерентабельність. Втім, за кілька місяців вони переглянули рішення та вирішили продовжити експлуатацію з розрахунку на постачання електроенергії в моменти різких спадів у виробництві ВЕС та СЕС.